# 蘇我韓子

蘇我氏略系図 SVGで表示（対応ブラウザのみ）

蘇我 韓子（そがの からこ、生年未詳 - 雄略天皇9年（465年）5月）は、古墳時代の豪族。蘇我満智の子で、子に蘇我高麗がいる。

## 経歴
『日本書紀』によると、蘇我韓子は、雄略天皇9年（465年）3月、雄略天皇の命で紀小弓、大伴談、小鹿火宿禰と共に大将に任じられ、新羅が百済地域に進出して城を奪い対馬海域を押さえて倭国と高句麗との交易を妨害し始めたことに対し、新羅征伐のために朝鮮半島へ渡った。新羅王を一時敗走させるほど奮戦した中で小弓は同月に死去してしまう。代わりにやってきたのが、小弓の子・紀大磐だが、大磐は父の兵馬を引き継ぐに飽き足らず、小鹿火宿禰の兵馬と船官を配下に収めて、小鹿火宿禰と対立した。小鹿火宿禰は、大磐が韓子の兵馬も奪うつもりであると韓子に警告し、彼も大磐と対立するようになった。それを知った百済の王は、二人の仲を保とうと、大磐と韓子を百済との国境まで呼び出した。その道中、河にさしかかり馬に水を飲ませたところで、韓子が大磐を後ろから弓で射た。しかし矢は大磐の馬の鞍に当たり、とっさに大磐が射返したところ、その矢が当たった韓子は落馬して河で溺れ死んだ、とされる。

## 蘇我氏と馬
韓子が騎馬で戦っていることは、蘇我氏が早くから馬の文化を取り入れていたことを表している。蘇我氏の本貫である、奈良県橿原市曽我にある南曽我遺跡からは、5世紀後半から末頃の馬墓が発見されており、韓子が騎馬戦で活躍した時期と時期が重なっている。また、韓子の子は高麗（駒）、孫は馬子であることや、「日向の駒」の歌謡、「額田部皇女」・「厩戸皇子」という名前などからも、蘇我氏と馬の関係が推察されている。